# Лунд, Альма
Альма Лунд (урожденная — Викстрём) (фин. Alma Lund; 30 апреля 1854, Турку, Великое княжество Финляндское, Российская империя — 9 октября 1932, Осло, Норвегия) — финская оперная певица (сопрано), актриса
.
Выступала в Финской опере в Гельсингфорсе, в Новандерском обществе в Швеции (в 1885), на Норвежской национальной сцене в Бергене.
Пела в хоре Финского национального театра, основанном в 1899 году, сыграла там несколько небольших ролей. Самая заметная роль — Маргариты в опере «Фауст».
Вышла на пенсию в 1920 году.
В 1907 году Альма Лунд снялась в первом норвежском фильме «Fiskerlivets farer».